# Butomus umbellatus
Il giunco fiorito (Butomus umbellatus L., 1753) è un'erba monocotiledone propria degli ambienti umidi, appartenente alla famiglia Butomaceae.

## Descrizione
Il giunco fiorito è un'erba palustre perenne, dotata di rizoma, alta da 50 a 150 cm. La base della pianta è spesso sommersa, essendo il giunco fiorito in grado di radicare anche sott'acqua.
Le foglie hanno forma diversa a seconda che siano sommerse o galleggianti (nastriformi) o fuori dell'acqua (a sezione triangolare).
I fiori hanno 6 petali rosati e sono raccolti in un'infiorescenza del tipo ombrella.
Il frutto è un follicolo.

## Distribuzione e habitat
Il giunco fiorito è presente negli ambienti umidi dei climi temperati di Europa, Asia e Nordafrica, tipicamente sul margine di acque stagnanti o con corrente molto lieve.
In Italia è presente nelle regioni settentrionali e in quelle peninsulari tirreniche fino alla Campania, nonché in Sardegna.
Introdotto in Nordamerica come pianta ornamentale, vi si è spontaneizzato, in particolare nella regione dei Grandi Laghi, divenendo a volte addirittura infestante.